# Fontaine (Isère)
Fontaine település Franciaországban, Isère megyében. Lakosainak száma 22 471 fő (2022. január 1.). Fontaine Sassenage, Seyssinet-Pariset, Engins és Grenoble községekkel határos.

## Népesség
A település népességének változása:
| Lakosok száma | 22 236 | 22 827 | 22 853 | 22 936 | 22 066 | 22 516 | 22 523 | 23 211 | 23 049 | 22 471 |
|               | 1968   | 1982   | 1990   | 2006   | 2013   | 2015   | 2017   | 2019   | 2020   | 2022   |